# Округа Израиля
Административные округа Израиля (ивр. מְחוֹזוֹת‎ — мехозот, от ивр. מָחוֹז‎ — махоз, округ) — семь основных административных частей Израиля. Округа в свою очередь делятся на районы, города, муниципалитеты, местные советы и региональные советы.
Это деление на округа установлено постановлением правительства от 1957 года (ивр. הודעה על חלוקת שטח המדינה למחוזות ולנפות ותיאורי גבולותיהם‎) и используется в организации работы Министерства внутренних дел, Центрального статистического бюро Израиля и некоторых других министерств и служб (в частности, в судебной системе). Однако в Израиле не существует каких-либо окружных органов законодательной или исполнительной власти, поста главы администрации округа и т. п. Многие министерства или ведомства (в частности, полиция) имеют свою карту деления, в которой различаются границы и количество округов.

## Административные округа
| № | Округ           | Ориг. название                   | Административный центр | Крупнейший город | Площадь, км² | Население, чел. (2023) | Плотность, чел./км² |
| - | --------------- | -------------------------------- | ---------------------- | ---------------- | ------------ | ---------------------- | ------------------- |
| 1 | Северный        | מחוז הצפון (мехоз ха-цафон)      | Ноф-ха-Галиль          | Назарет          | 4478         | 1 542 100              | 285,66              |
| 2 | Хайфский        | מחוז חיפה (мехоз Хайфа)          | Хайфа                  | Хайфа            | 864          | 1 124 400              | 1056,71             |
| 3 | Центральный     | מחוז המרכז (мехоз ха-мерказ)     | Рамла                  | Ришон-ле-Цион    | 1293         | 2 347 700              | 1434,57             |
| 4 | Тель-Авивский   | מחוז תל אביב (мехоз Тель Авив)   | Тель-Авив              | Тель-Авив        | 176          | 1 507 300              | 7301,14             |
| 5 | Иерусалимский   | מחוז ירושלים (мехоз Йерушалаим)  | Иерусалим              | Иерусалим        | 653          | 1 239 300              | 1447,17             |
| 6 | Южный           | מחוז הדרום (мехоз ха-даром)      | Беэр-Шева              | Ашдод            | 14 232       | 1 422 700              | 77,77               |
| 7 | Иудея и Самария | יהודה ושומרון (Йехуда ве Шомрон) | Ариэль                 | Модиин Илит      | 5878         | 478 600                | 59,57               |
|   | Всего           |                                  |                        |                  | 27 574       | 9 453 000              | 356,48              |

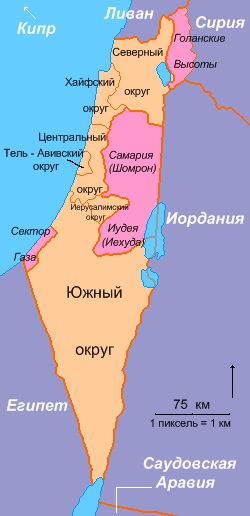
Округа Израиля

Статистика по округам представлена на основании данных, опубликованных Центрального статистического бюро Израиля, и поэтому включает оккупированные Израилем территории (Восточный Иерусалим, Голанские высоты, Западный берег реки Иордан), не признаваемые международным сообществом.
Округа далее делятся на 15 подокругов, называемых «нафо́т» (ед. ч.: «нафа́»), которые в свою очередь разделены на 50 регионов. Для статистических целей страна разделена на три метрополии: Тель-Авив и Гуш-Дан (население 3,15 млн человек), Хайфа (996 тыс. человек) и Беэр-Шева (531,6 тыс. человек).
Самый большой израильский город, как по населению, так и по площади — Иерусалим с 936 425 жителями и площадью 126 км². Тель-Авив, Хайфа и Ришон-ле-Цион располагаются на последующих местах с населением 460 613, 285 316 и 254 384 жителей, соответственно.

## Иерусалимский округ
Население: 1 239 300 (2023)
Центр: Иерусалим
Подокруг: совпадает с округом
В округ включены, в том числе, территории, присоединённые к Израилю в ходе Шестидневной войны (1967).

## Северный округ
Население:  (2023)
Центр: Назарет
Подокруга и их население:
- Акко (536 300)
- Изреель (430 00)
- Кинерет (98 100)
- Цфат (98 000)
- Голан (39 800)

Подокруг Голан, включающий 4 естественных региона, расположенных на Голанских высотах (Хермон, Северные, Средние и Южные Голаны), не признан ООН как часть израильской территории.

## Хайфский округ
Население: 1 124 400 (2023)
Центр: Хайфа
Подокруга и их население:
- Хайфа (529 500)
- Хадера (335 700)

## Центральный округ
Население:  (2023)
Центр: Рамла
Подокруга и их население:
- Петах-Тиква (578 000)
- Реховот (472 100)
- Шарон (371 900)
- Рамла (267 600)

## Тель-Авивский округ
Население: 1 507 300 (2023)
Центр: Тель-Авив
Подокруг: совпадает с округом

## Южный округ
Население:  (2023)
Центр: Беэр-Шева
Подокруга и их население:
- Беэр-Шева (565 300)
- Ашкелон (456 000)

## Округ Иудея и Самария
Население:  (2023)
Центр: Ариэль
Подокруг: совпадает с округом
К этому округу относятся израильские поселения на Западном берегу реки Иордан, не отнесённые к Восточному Иерусалиму. Эти территории находятся под управлением Израиля после Шестидневной войны (1967), однако их международный статус остаётся спорным.